# Wyszonki-Chorążyce Podleśne
Wyszonki-Chorążyce Podleśne – obecnie nieistniejąca wieś w Polsce położona na terenie obecnego województwa podlaskiego, powiatu wysokomazowieckiego, gminy Klukowo.
Prawdopodobnie zasiedlona w XV w. Zaścianek szlachecki Chorążyce Podleśne należący do okolicy zaściankowej Wyszonki położony był w drugiej połowie XVII wieku w powiecie brańskim ziemi bielskiej województwa podlaskiego. Wieś zamieszkiwana była przez Wyszyńskich herbu Grabie, Pierzchała i innych.
W roku 1827 w Wyszonkach-Chorążycach były 2 domy i 11 mieszkańców.